# Serviers-et-Labaume
Serviers-et-Labaume è un comune francese di 533 abitanti situato nel dipartimento del Gard, nella regione dell'Occitania.

## Società

### Evoluzione demografica
Abitanti censiti